# Бахнов, Владлен Ефимович
Владле́н Ефи́мович Бахно́в (14 января 1924, Харьков — 26 ноября 1994, Переделкино) — советский писатель, поэт, журналист и драматург, сценарист.

## Биография
Родился 14 января 1924 года в Харькове в еврейской семье.
В 12 лет попал под трамвай, лишился ноги ниже колена. Окончил 9 классов, когда началась Великая Отечественная война.
В 1941 году был в эвакуации под Талды-Курганом в Казахстане, работал там пионервожатым в интернате, организовал кукольный театр, сочинял для него короткие пьесы на злобу дня.
В 1943 году с незаконченным средним образованием поступил в Литературный институт имени А. М. Горького на поэтический семинар с Наумом Коржавиным, Бенедиктом Сарновым, Семёном Гудзенко. В институте сочинил популярную песню «От сессии до сессии живут студенты весело». Окончил институт в 1949 году.
Печататься начал с 1946 года в соавторстве с ответственным секретарём «Московского комсомольца» Яковом Костюковским. Стал писать для эстрады (Тарапунька и Штепсель, Райкин, Шуров и Рыкунин), клоунады (Попов, Никулин, Карандаш). Сотрудничал с журналом «Крокодил», «Литературной газетой», а также печатался в других периодических изданиях.
С 1960-х годов начал писать киносценарии (пять из них — в соавторстве с Леонидом Гайдаем), также писал юмористические рассказы, три из которых вошли в киножурнал «Ералаш». Был автором нескольких стихотворных сборников и сборника юмористической фантастики.
В 1970, 1973 и 1977 годах был трижды удостоен премии «Золотой телёнок» «Литературной газеты» («Клуба 12 стульев»).
В числе близких его друзей были полиглот и бард Владимир Вишняк, его жена Нина Вишняк, занимавшаяся «укладкой» в дубляже, поэт-переводчик Наум Гребнев и его жена, художник и пересказчик Библии Ноэми Гребнева, автор и родоначальник первых «вагонных» песен журналист Сергей Кристи, инженер Михаил Гинзбург и его жена, преподаватель сопромата Руфина Гинзбург, режиссёр документального кино и автор известных книг мемуаров «Лоскутное одеяло», «Прикосновение к идолам» Василий Катанян и его жена, специалист по японскому кино Инна Генс-Катанян, скульптор Вадим Сидур и его жена Юлия Нельская.
Пародию на Бахнова написал Александр Иванов
        «Кошка»
Лежала кошка на спине,
Устроившись уютно.
И никому та кошка не
Мешала абсолютно
И вот, зажав в руке перо,
Подумал я при этом,
Что это для стихов — хоро-
Шим может стать сюжетом.

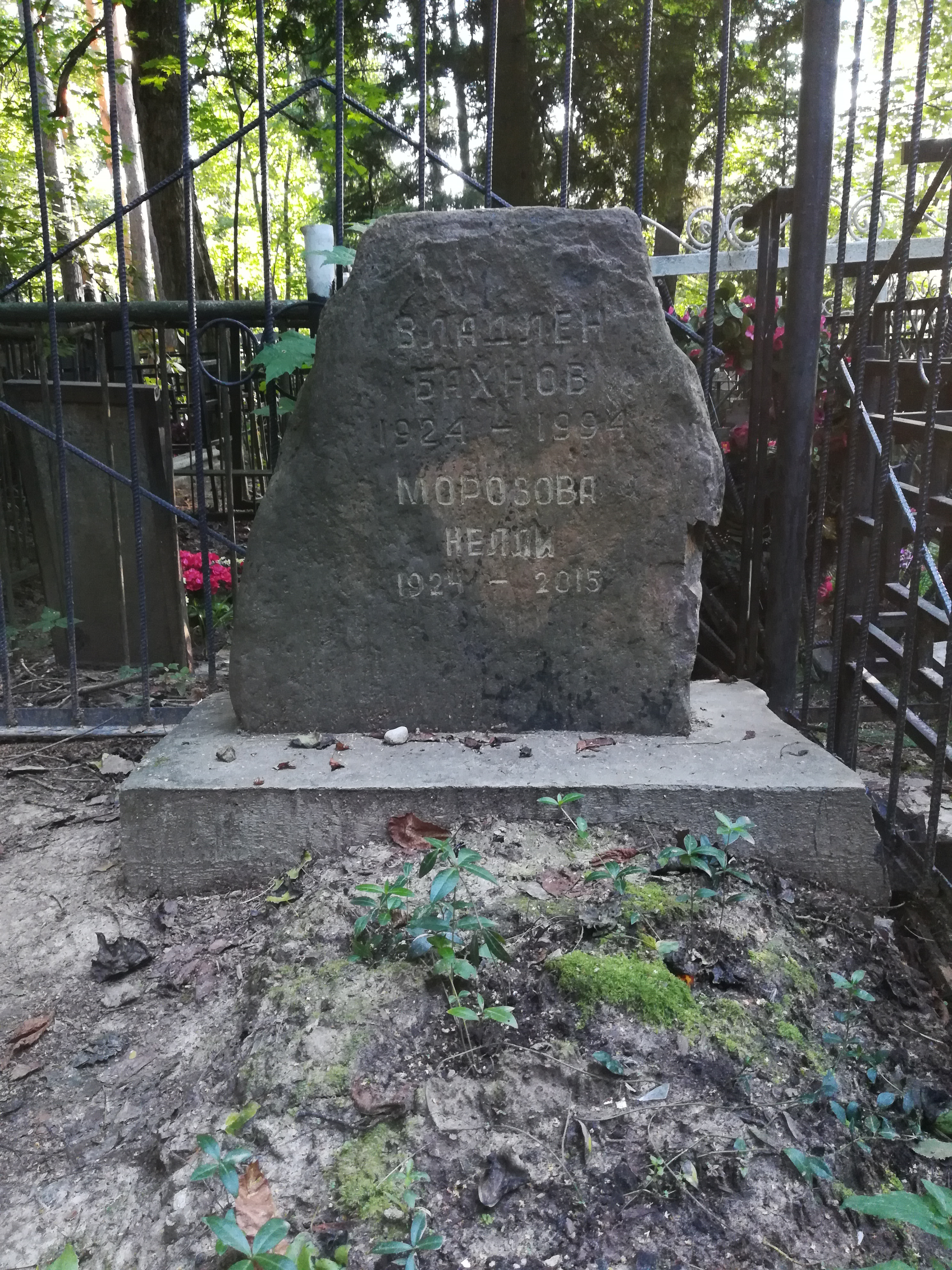
Могила Бахнова

Похоронен на Переделкинском кладбище.

### Семья
- Мать — Анна Самойловна Бахнова[7], товаровед.
- Жена — Нелли Александровна Морозова (1924—2015), редактор, киносценарист — дочь журналиста А. П. Моррисона, редактора газеты «Таганрогская правда» и скульптора В. Г. Морозовой.
  - Сын — Леонид Владленович Бахнов (род. 1948), филолог, прозаик и педагог, заведующий отделом прозы журнала «Дружба народов».

## Издания
- «О чечевице и прочем» — М., Правда, 1968, илл. А. Семёнова (сер. «Библиотека Крокодила» № 36).
- «Внимание: ахи!» — М., Молодая гвардия, 1970, илл. В. Сидура (сер. «Библиотека советской фантастики»).
- «Тайна, покрытая мраком» — М., Советский писатель, 1973, илл. Е. Гурова.
- «Чудеса в Решетиловке» — М., Правда, 1973, илл. Е. Шукаева (сер. «Библиотека Крокодила» № 20).
- «Чистая правда» — М., Правда, 1979, илл. А. Семёнова (сер. «Библиотека Крокодила» № 16).
- «Дон Кихот, Дон Гуан и др…» — М., Правда, 1989, илл. С. Спасского (сер. «Библиотека Крокодила» № 20).
- Владлен Бахнов «Опасные связи», издательство «Книжный сад», Москва 1999. Предисловие А.Приставкина и статья об отце — Леонида Бахнова. 288 с. ISBN 5-85676-045-X.
- Владлен Бахнов. «Антология сатиры и юмор». Предисловие, «В обстоятельствах жизни», Леонид Бахнов. — М.: Эксмо, 2005. — 688 с. — ISBN 5-04003950-6.

## Фильмография (сценарии)

### Сценарии вместе сЛеонидом Гайдаем
1. 1971 — 12 стульев
2. 1973 — Иван Васильевич меняет профессию
3. 1975 — Не может быть!
4. 1977 — Инкогнито из Петербурга
5. 1980 — За спичками (соавтор сценария)
6. 1982 — Спортлото-82

### Другие сценарии
1. 1963 — Штрафной удар
2. 1964 — Лёгкая жизнь
3. 1974—1978 — Ералаш (2-й, 4-й и 16-й выпуски, сюжеты: «Не надо волноваться», «Если хочешь быть здоров...» и «Все четыре колеса»)
4. 1980 — Ночное происшествие
5. 1981 — Похищение века
6. 1983 — Савушкин, который не верил в чудеса (мультфильм)
7. 1987 — Разорванный круг (совм. с Н. Морозовой)
8. 1991 — Когда опаздывают в ЗАГС…